# Puck Stocklassa

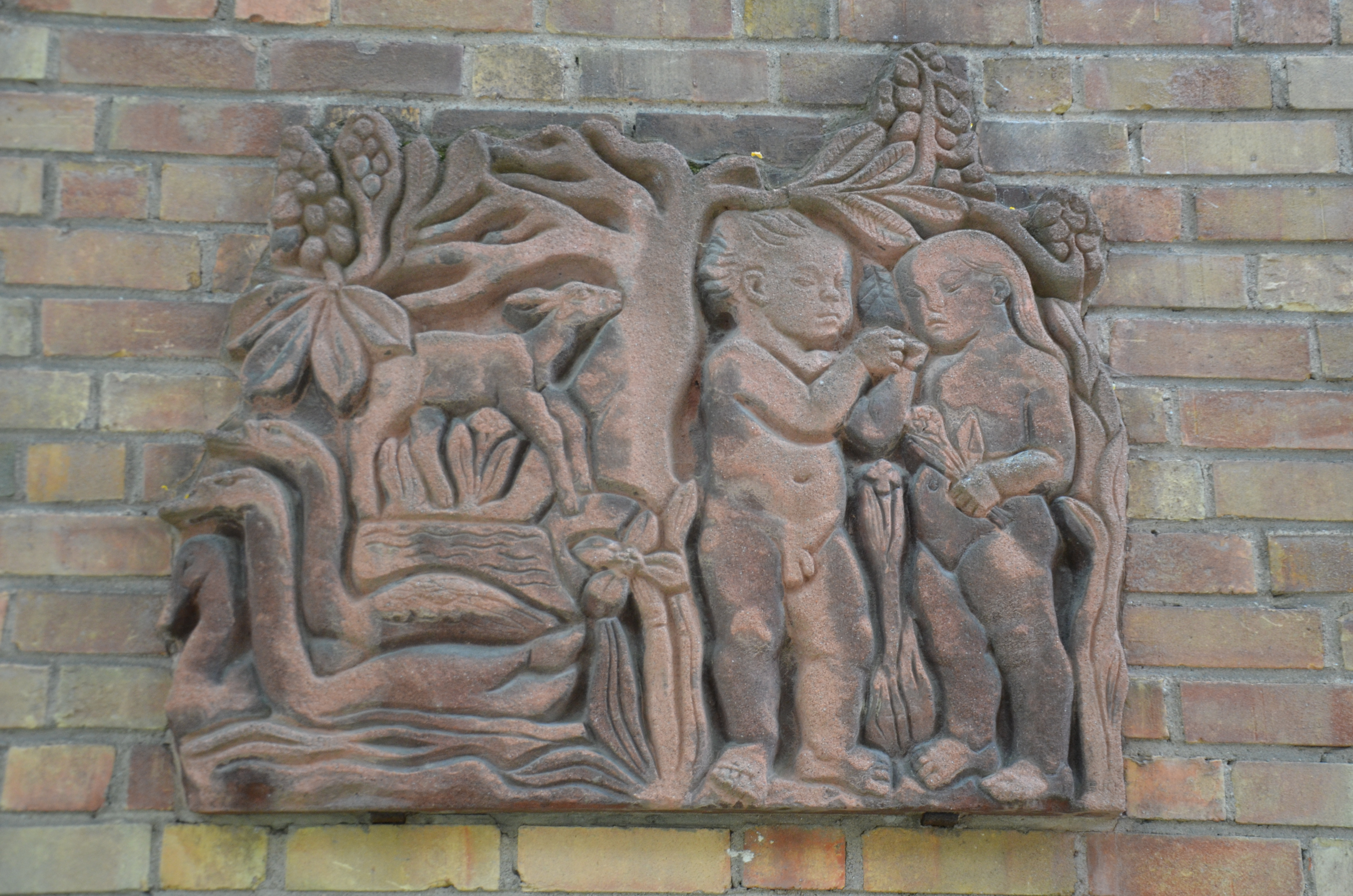
Nyckelpigan i Hägerstensåsen i Stockholm

Erik Mauritz (Puck) Stocklassa, född 31 december 1922 i Johannes församling, Stockholm, död där 27 juli 2014, var en svensk skulptör och tecknare.
Han var son till skådespelaren Erik Stocklassa och Paulina Ekman och gift första gången med Astrid Sjöström och andra gången från 1957 Gerd Margareta Larsson samt far till fotografen Jefferik Stocklassa. Mauritz Stiller var hans gudfar vid dopet. Familjen reste till Hollywood i Kalifornien i USA tillsammans med Stiller och Greta Garbo 1925 Familjen flyttade senare till New York 1928 och återvände 1936 till Sverige. Stocklassa studerade vid Kungliga konsthögskolan 1940-1945 och under studieresor i USA och Mexiko 1947-1948 och några år senare vistades han en period i Frankrike och Spanien. Han debuterade med en separatutställning i Kungliga tennishallen i Stockholm 1946 där han visade upp ett antal realistiskt utformade skulpturer, utställningen följdes upp med en separatutställning på Galerie Acté i Stockholm 1948. Tillsammans med Maud Rydin ställde han ut i Linköping 1960 samt tillsammans med Reinhold Ljunggren och Kurt Rubank i Malmö 1961. Han medverkade i utställningar arrangerade av Sveriges allmänna konstförening och Liljevalchs Stockholmssalonger. Han har modellerat ett flertal flickfigurer och djurbilder. Från 1951 hade han sin ateljé i ett tidigare stall på Surbrunnsgatan 9 i Stockholm.
Han var i första äktenskapet gift med Astrid Sjöström och andra äktenskapet med Gerd Larsson. Han hade fyra barn, bland dem fotografen Jefferik Stocklassa i det första äktenskapet.

## Offentliga verk i urval
- Våren, brons, vid Bonnierhuset vid Torsgatan i Stockholm
- Nyckelpigan, betong, Boktryckarvägen 53 i Hägerstensåsen i Stockholm
- Kopparreliefer, omkring 1954, ursprungligen på Konditori Valand på Surbrunnsgatan 48 i Stockholm men finns nu på Bio Scen Bistro Aspen på Hägerstensvägen 100A